# Brown County (Minnesota)
 For alternative betydninger, se Brown County. (Se også artikler, som begynder med Brown County)
Brown County er et county i den amerikanske delstat Minnesota. Amtet ligger i den sydlige del af delstaten og grænser op til Nicollet County i nordøst, Blue Earth County i sydvest, Watonwan County i syd, Cottonwood County i sydøst, Redwood County i nordvest og mod Renville County i nordvest.
Brown Countys totale areal er 1.602 km² hvoraf 20 km² er vand. I 2000 havde amtet 26.911 indbyggere. Amtets administration ligger i byen New Ulm som også er amtets største by.
Amtet har fået sit navn efter Joseph Renshaw Brown.